# Том Гофф
Томас Джон Гофф, або Том Гофф (англ. Thomas John "Tom" Hoff, нар. 9 червня 1973) — американський волейболіст, олімпійський чемпіон.

## Виступи на Олімпіадах
| Олімпіада   | Дисципліна | Місце |
| ----------- | ---------- | ----- |
| Сідней 2000 | волейбол   | 11T   |
| Афіни 2004  | волейбол   | 4     |
| Пекін 2008  | волейбол   | 1     |